# ريتشارد هوبكينز
ريتشارد هوبكينز (بالإنجليزية: Richard Hopkins)‏ هو منتج تلفزيوني بريطاني، ولد في 15 ديسمبر 1964، وتوفي في 7 يناير 2012.